# Last Pretender
「Last Pretender」（ラスト・プリテンダー）は、1981年1月21日にリリースされた日本のアイドルグループ、ピンク・レディーの21枚目のシングルである。発売元はビクター音楽産業。

## 背景
表題曲「Last Pretender」は、1980年に発売されたRAJIEの「偽りの瞳」（作詞：高橋幸宏・大村憲司）と異歌詞同曲。前年に1981年3月をもって解散することを発表していたピンク・レディーにとって、終幕へのカウントダウンに入っていた時期に発売されたシングルである。ちなみにこの曲は、発売されてから全くテレビで歌われたことがない。
作詞を担当した糸井重里は後日、「幕引きには、ぼくが素人で″外の人″だったことがよかったんだと思いますね。『もう誰も幕を引けないから』という理由で外から呼ばれることもあるんだなと。」のように回顧している。
ミー（未唯mie）によると、作曲を手掛けた高橋幸宏とはレコーディングの際に会うことはなかったといい、当時は出来上がったもの（バックの演奏音源）に歌だけを録音するという形が採られていたからと明かしている。さらに2023年1月に高橋の訃報を受け、「ほんとに、お目にかかりたかったですし、一緒にセッションをする感じも味わってみたかったなと思います。ほんとに素晴らしい楽曲を書かれていた方で、ドラムの演奏も素晴らしい方。曲を作っていただいて、すごく光栄でした」と振り返っている。

## 収録曲
1. Last Pretender
作詞：糸井重里 / 作曲・編曲：高橋ユキヒロ
2. AMENIC（逆回転のシネマ）
作詞：糸井重里 / 作曲：梅林茂 / 編曲：EX